# Клан (Горња Саона)
Клан (фр. Clans) насеље је и општина у источној Француској у региону Франш-Конте, у департману Горња Саона која припада префектури Везул.
По подацима из 2011. године у општини је живело 117 становника, а густина насељености је износила 26,77 становника/km². Општина се простире на површини од 4,37 km². Налази се на средњој надморској висини од 250 метара (максималној 257 m, а минималној 214 m).

## Демографија
| 1962. | 1968. | 1975. | 1982. | 1990. | 1999. | 2011. |
| ----- | ----- | ----- | ----- | ----- | ----- | ----- |
| 70    | 92    | 90    | 100   | 120   | 119   | 117   |

График промене броја становника у току последњих година